# Guido van der Groen
Guido van der Groen (Kontich, 11 december 1942) is een Belgisch viroloog en medeontdekker van het ebolavirus. Van der Groen is doctor in de wetenschappen (scheikunde en biochemie) en was het grootste deel van zijn carrière verbonden aan het Instituut voor Tropische Geneeskunde in Antwerpen als hoogleraar, hoofd van de afdeling Microbiologie/Virology Unit en directeur van het aids-referentielaboratorium. Daarnaast doceerde hij aan de Universiteit Gent en de VUB. 
Van der Groen wordt beschouwd als internationale autoriteit inzake hiv/aids en ebola. Over die onderwerpen gaf hij overal ter wereld lezingen en gastcolleges. Hij vervulde ruim 40 consultantships voor de Wereldgezondheidsorganisatie en was hoofd- en medeauteur van talloze, vaak geciteerde wetenschappelijke artikels over hiv/aids en ebola. Tussen 1980 en 2015 werd hij vaak door de media gevraagd om tekst en uitleg te geven over het hiv- en het ebolavirus.
In 2015 publiceerde hij bij uitgeverij Lannoo 'In het spoor van ebola - mijn leven als virusjager', een boek dat hij samen met biografe Christine Caals en wetenschapsauteur Marc Geenen schreef. Het boek werd ook in het Engels uitgebracht. 
Tegen de achtergrond van de grootste ebola-epidemie ooit, die op dat moment in West-Afrika woedde, overliep Van der Groen zijn loopbaan en beschreef hij onder meer hoe hij als jonge wetenschapper samen met Peter Piot in 1976 een nieuw virus isoleerde uit het bloed van een Vlaamse non die in Yambuku (Zaïre) was overleden aan een mysterieuze ziekte. Enkele weken later trok Van der Groen zelf voor enkele maanden naar Zaïre om er namens het ITG deel uit te maken van een internationaal wetenschappelijk onderzoeksteam. Het virus dat hij mee ontdekte zou later ebola worden genoemd, naar een rivier benoorden Yambuku.
Guido van der Groen is getrouwd met Constantia (Dina) Petridis, dr. in de Scheikunde (Universiteit Gent (1964-1979) en Rijksuniversitair Centrum Antwerpen (nu UA, 1970-2003). Hij is vader van twee dochters en een achterneef van actrice Dora van der Groen.